# Audoleón

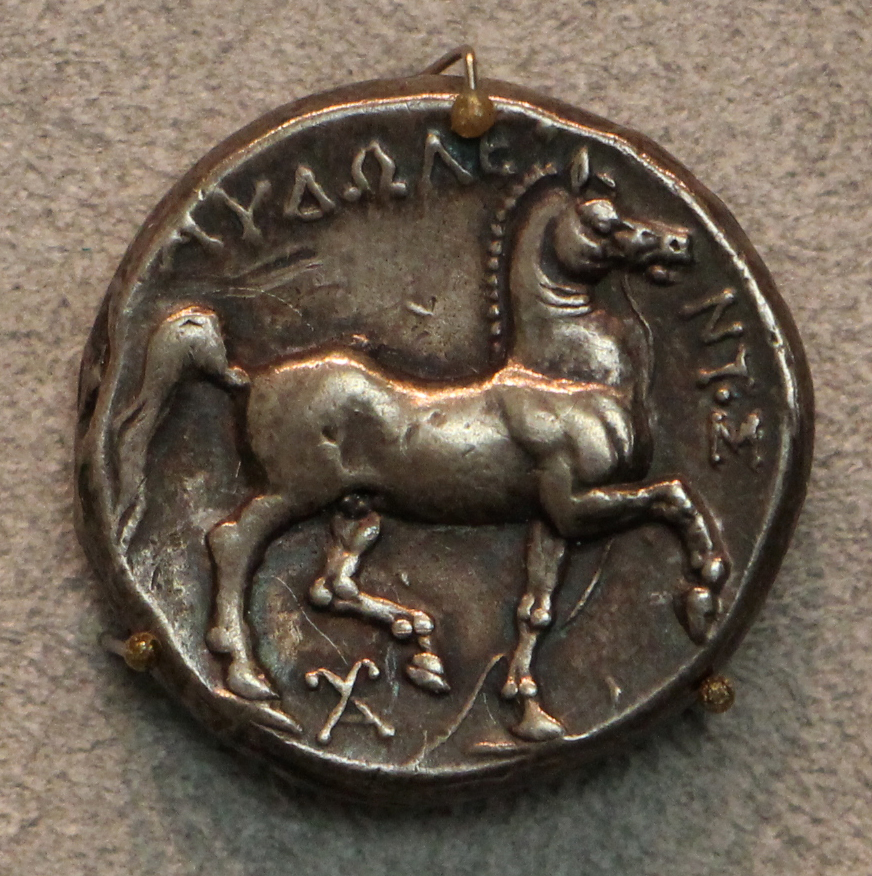
Stater of Audoleon

Audoleón (griego: Αὐδολέων o Αὐδωλέων) fue un rey de Peonia, contemporáneo de Alejandro Magno. Hijo de Agis. Tuvo dos hijos conocidos: Aristón de Peonia, quien se distinguió en la batalla de Gaugamela, y una hija, que se casó con Pirro de Epiro. Su reino se vio amenazado durante la guerra contra los autariatas, pero recibió ayuda de Casandro.